# 北山年夫
北山 年夫（きたやま としお、1922年1月16日 - 1994年2月25日）は、日本の男性俳優、声優。劇作家、演出家。東京都出身。

## 略歴
日本大学芸術科卒業。
1944年、瑞穂劇団に入団。1947年、新協劇団入団。1958年、東京芸術座入団。1963年の時点では東京俳優生活協同組合に所属。1965年の時点では劇団砦に所属していた。

## 出演

### テレビドラマ
- 海を渡る人々
- 帰ってきたウルトラマン 第40話「冬の怪奇シリーズ まぼろしの雪女」（山小屋の番人）
- 荒野の用心棒 第37話「さい果てに若獅子は雄叫び…」（百姓）
- 岸壁の母
- 伝七捕物帳
- 新五捕物帳 第20話 「明日に咲いた男花」（棟梁松助）
- 大都会 PARTII
- 太陽にほえろ!
- 走れ!熱血刑事 第20話「謎の失踪者」（証言する警備員）
- 破れ傘刀舟悪人狩り（次助）
- 江戸の渦潮

### 映画
- 雨ニモマケズ

### テレビアニメ
1963年
- 鉄腕アトム (アニメ第1作)（プルートウ、灰戸博士）

1965年
- ジャングル大帝（旧）（ブブ）

1966年
- おそ松くん（チビ太の父）

1968年
- 怪物くん
- 佐武と市捕物控（六蔵、山辺）

1969年
- 忍風カムイ外伝（人狼、忍者）

1972年
- 隆一まんが劇場 おんぶおばけ（ひげじい）

1973年
- 空手バカ一代

1976年
- 母をたずねて三千里（執事）

1977年
- あらいぐまラスカル（ガース・シャドウィック）

1978年
- 野球狂の詩（岩田鉄五郎）

1979年
- ドラえもん（テレビ朝日版第1期）

### 吹き替え
- アウターリミッツ（グリピア星人）
- 怒りの荒野（マーフ・アラン・ショート）
- OK牧場の決斗（シャンハイ・ピアース〈テッド・デ・コルシア〉）※日本テレビ版
- お嬢さん、お手やわらかに!（ノエル・ロックベール）
- 海底大戦争 スティングレイ
  - 巨人国からの脱出（マゴジラ）
  - ソロン王国の陰謀（海底人）
- 荒野の七人
- ゴッドファーザー（テレビ放映版）（スターリング・ヘイドン）
- 殺しの分け前/ポイント・ブランク（ヨスト（キーナン・ウィン））
- シェーン（モーガン・ライカー（ジョン・ディークス））※テレビ朝日版
- スーパーカー 魔のセンターライン（マキシー・ホイル）※フジテレビ版
- スパイ大作戦
  - 第四帝国を阻止せよ（フリック男爵）
  - 対奴隷作戦（デ・グルート）
  - トリック脱獄計画（ボチェック）
  - 暗号名はC6（ファイフ）
- 0011ナポレオン・ソロ 第18話（コリオ（アルフレッド・ライダー））
- ジョー90
  - ジャングル死の脱出
  - 危険な女スパイ（将軍）
- 続・夕陽のガンマン
- 遠い国（ルーブ・モリス（ジェイ・C・フリッペン））※フジテレビ版
- ローハイド
  - ブートヒルの対決（ブレイン保安官（サイモン・オークランド））

### 特撮
- 宇宙鉄人キョーダイン（ブラックナイトの声（初代））
- 快傑ズバット（ブラックスター〈声〉）
- 秘密戦隊ゴレンジャー（鋼鉄虎仮面の声）
- 電人ザボーガー（大門博士の声）